# تاکویا ایواتا (بازیکن فوتبال، زاده ۱۹۸۳)
تاکویا ایواتا (انگلیسی: Takuya Iwata؛ زادهٔ ۲۲ آوریل ۱۹۸۳) بازیکن فوتبال اهل ژاپن است.
از باشگاه‌هایی که در آن بازی کرده‌است می‌توان به باشگاه فوتبال اوکلند سیتی و باشگاه فوتبال گیفو اشاره کرد.